# Airwolf (jogo eletrônico)
Airwolf é uma série de games eletrônicos de nave (tipo shoot'em up) baseada na série de TV de mesmo nome. O primeiro jogo baseado na série foi lançado para ZX Spectrum pela Elite Systems em 1984. O game também foi lançado para a Commodore Family 64 , Amstrad CPC e Atari de 8 bits. Uma sequência, Airwolf II, foi lançada em 1986.
Um jogo de arcade baseado na série foi desenvolvido pela Kyugo e lançado em 1987. Uma versão deste jogo para Famicom foi lançada em 1988. Kyugo também desenvolveu um jogo Sega Genesis baseado na série, chamado Super Airwolf. Nos EUA, este jogo foi lançado como CrossFire sem a licença Airwolf ou música tema. Este não foi o primeiro jogo CrossFire de Kyugo. Eles já haviam desenvolvido um jogo CrossFire para o Famicom, que era um jogo de plataforma de ação. Este jogo seria lançado nos EUA, mas o lançamento foi cancelado.
A versão NES não era uma versão do jogo de arcade, mas foi desenvolvida pela Beam Software e lançada pela Acclaim em 1988. O jogo coloca o jogador na cabine do helicóptero Airwolf tentando abater aeronaves inimigas e resgatar prisioneiros.

## Jogabilidade
versão do NES
O jogo contém vinte missões, cada uma com o objetivo de resgatar prisioneiros mantidos em cativeiro em bases inimigas. O layout de cada nível muda conforme o jogador avança. Existem três tipos de bases:
- Base inicial - É aqui que o jogador pode reabastecer o Airwolf e reparar os danos que ele possa ter sofrido.

Aeródromo inimigo - É de onde muitas naves inimigas decolam. A base pode ser destruída, o que diminui o número de aeronaves inimigas que perseguem o jogador.
- Base de prisioneiros - É onde os prisioneiros estão detidos. Para resgatá-los, o jogador deve pousar Airwolf e resgatar o prisioneiro.

Airwolf está equipado com mísseis e uma metralhadora para afastar as naves inimigas e suas armas. Para completar uma missão com sucesso, o jogador deve resgatar todos os prisioneiros e chegar ao limite do nível sem perder todas as suas vidas.

## Recepção
No Japão, a revista Game Machine listou o Airwolf em sua edição de 1º de novembro de 1987 como a décima quarta unidade de fliperama de maior sucesso do mês. Classic Home Video Games 1985-1988 elogiou a trilha sonora da versão NES, mas descreveu a jogabilidade como "monótona".